# Тарасино (Логойський район)
Тарасино — (біл. вёска Тарасіна), село (веска) в складі Логойського району розташоване в Мінській області Білорусі, підпорядковане Околовській сільській раді.
Село Тарасино розташоване в центральних районах Білорусі, в північній частині Мінської області - орієнтовне розташування.